# Andreas Stylianú
Andreas Stylianú –en griego, Ανδρέας Στυλιανού– (22 de abril de 1985) es un deportista chipriota que compitió en taekwondo. Ganó una medalla de bronce en el Campeonato Mundial de Taekwondo de 2011, en la categoría de +87 kg.

## Palmarés internacional
| Campeonato Mundial | Campeonato Mundial       | Campeonato Mundial | Campeonato Mundial |
| Año                | Lugar                    | Medalla            | Categoría          |
| ------------------ | ------------------------ | ------------------ | ------------------ |
| 2011               | Gyeongju (Corea del Sur) | Medalla de bronce  | +87 kg             |